# رزویل (مینه‌سوتا)
رزویل (به انگلیسی: Roseville) شهری در شهرستان رمزی ایالت مینه‌سوتا در کشور ایالات متحده آمریکا است که جمعیت آن در سرشماری سال ۲۰۱۰ میلادی، ۳۳۶۶۰ نفر بوده‌است.